# Università Rikkyo
L'Università Rikkyo (立教大学?, Rikkyō daigaku) è un'università privata anglicana giapponese, situata a Tokyo.

## Storia
Il vescovo Channing Moore Williams decide di fondare, nel 1874, questo istituto al fine di promuovere gli studi della lingua inglese e biblici. Negli anni, l'università ha ampliato la propria offerta formativa. Nel 2014, l'università rientra nel progetto "global university", promosso dal governo giapponese, volto a incrementare l'internazionalizzazione delle università del paese.

## Dipartimenti
- Dipartimento di diritto e politica
- Dipartimento di arte
- Dipartimento di economia
- Dipartimento di relazioni umane
- Dipartimento di scienze
- Dipartimento di sociologia
- Dipartimento di turismo
- Dipartimento di psicologia